# Đông Nam Alaska

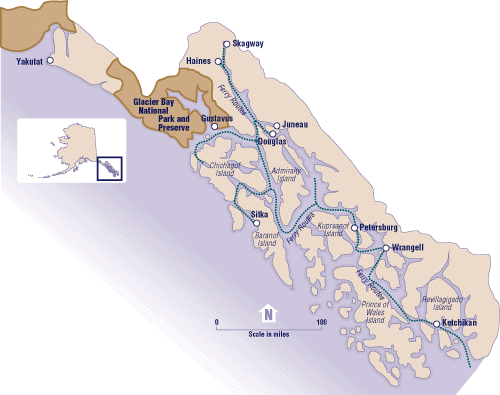
Đông Nam Alaska và tuyến phà Alaska Marine Highway

Đông Nam Alaska, đôi khi được gọi là Cán xoong/Doi đất Alaska (tiếng Anh: Alaska Panhandle), là phần đông nam của bang Alaska tại Hoa Kỳ, nằm ở phía tây của nửa phía bắc tỉnh British Columbia của Canada. Phần lớn diện tích Đông Nam Alaska là một phần của Rừng quốc gia Tongass, rừng quốc gia lớn nhất Hoa Kỳ. Tại nhiều nơi, biên giới giữa Hoa Kỳ và Canada chạy dọc theo đỉnh của Boundary Ranges thuộc Dãy núi Coast. Vùng này có khí hậu ôn hòa, mưa nhiều và có phong cảnh đẹp.
Đông Nam Alaska là phần phía bắc của Inside Passage, một tuyến đường thủy được bảo vệ trong các tuyến hành lang uốn quanh các đảo và vịnh hẹp, bắt đầu tại vịnh Puget ở bang Washington. Đây là một hành lang di chuyển quan trọng đối với những người Tlingit và Haida bản địa, cũng như các tàu hơi nước vào thời kỳ cao điểm tìm vàng. Trong thời hiện đại, đây là một tuyến quan trọng đối với các phà cũng như tàu du lịch của Alaska Marine Highway. Đông Nam Alaska có diện tích đất 35.138 dặm (56.549 km)(sq), gồm sáu quận và ba khu vực điều tra, thêm vào đó là phần lãnh thổ của Quận Yakutat nằm ở phía đông kinh tuyến 141° T. Mặc dù vùng này chỉ chiếm 6,14% diện tích đất của Alaska, song nó lại lớn hơn cả bang Maine, và gần như tương đương bang Indiana. Bờ biển Đông Nam Alaska có độ dài gần tương ứng với bờ biển phía tây của Canada. Theo điều tra năm 2000, dân số của Đông Nam Alaska là 72.954 người, khoảng 42% trong số đó tập trung tại thành phố Juneau.
- Haines Borough
- Khu vực điều tra Hoonah-Angoon
- Quận Juneau
- Quận Ketchikan Gateway
- Khu vực điều tra Petersburg
- Khu vực điều tra Prince of Wales-Hyder
- Quận và thành phố Sitka
- Quận Skagway
- Quận Wrangell
- Quận Yakutat (phần phía đông kinh tuyến 141° T; 12.506,53 km²/4.828,80 sq mi, hay khoảng 63,12% diện tích quận)